# Cherán
Pour l’article ayant un titre homophone, voir Chéran (homonymie).
Cherán est l’une des cent-treize municipalités de l’état de Michoacán au Mexique.

## Étymologie
Cherán signifie « lieu des tépalcates ». Certains spécialistes donnent le sens de « asustar » qui vient de « cherani ».

## Géographie
Cherán a un territoire extrêmement montagneux et accidenté car il est situé dans le plateau Tarascan et traversé par l'axe néovolcanique, ses élévations atteignent une altitude maximale de 3 200 mètres et parmi ses principales élévations se trouvent les collines connues sous le nom de Tecolote, San Marcos, La Virgen et Pilón. Physiographiquement, toute la municipalité est située dans la province physiographique X Neovolcanic Axis et dans la sous-province physiologique 58 Neovolcanic Tarascan Neovolcanic.
La municipalité n'est traversée que par des cours d'eau mineurs, comme l'Arroyo El Pilón, qui traverse la capitale municipale. L'ensemble du territoire municipal est situé dans le bassin hydrographique Lerma-Chapala et la région hydrologique Lerma-Santiago.

### Climat et écosystèmes
Dans toute la municipalité de Cherán, le climat est classé comme tempéré subhumide avec des précipitations en été, avec une humidité plus élevée. la température moyenne annuelle est enregistrée dans trois zones climatiques, la zone orientale a une température comprise entre 12 et 14°C, la zone intermédiaire et majoritaire dans la municipalité enregistre une fourchette entre 14 et 16°C, et enfin dans l'extrême ouest elle est comprise entre 16 et 24°C, et les précipitations annuelles de l'ensemble de la commune sont de 1 000 à 1 200 mm.

### Ressources naturelles
La municipalité est dominée par une forêt mixte avec des pins et des chênes verts ; quelques prairies avec des huisaches, des cactus à figues de barbarie et des mesquites. Sa faune est composée de tlacuache, de raton laveur, de chat sauvage, de cacomixtle, d'écureuil, de tatou, de lièvre, de coyote, de güilota et de sarcelle, tandis que la zone forestière est occupée par le pin, le chêne et l'oyamel.

## Démographie
Selon les résultats du recensement de la population et du logement réalisé en 2010 par l'Institut national de la statistique et de la géographie, la population totale de la municipalité de Cherán est de 18 141 habitants, dont 8 701 hommes et 9 440 femmes.

## Politique

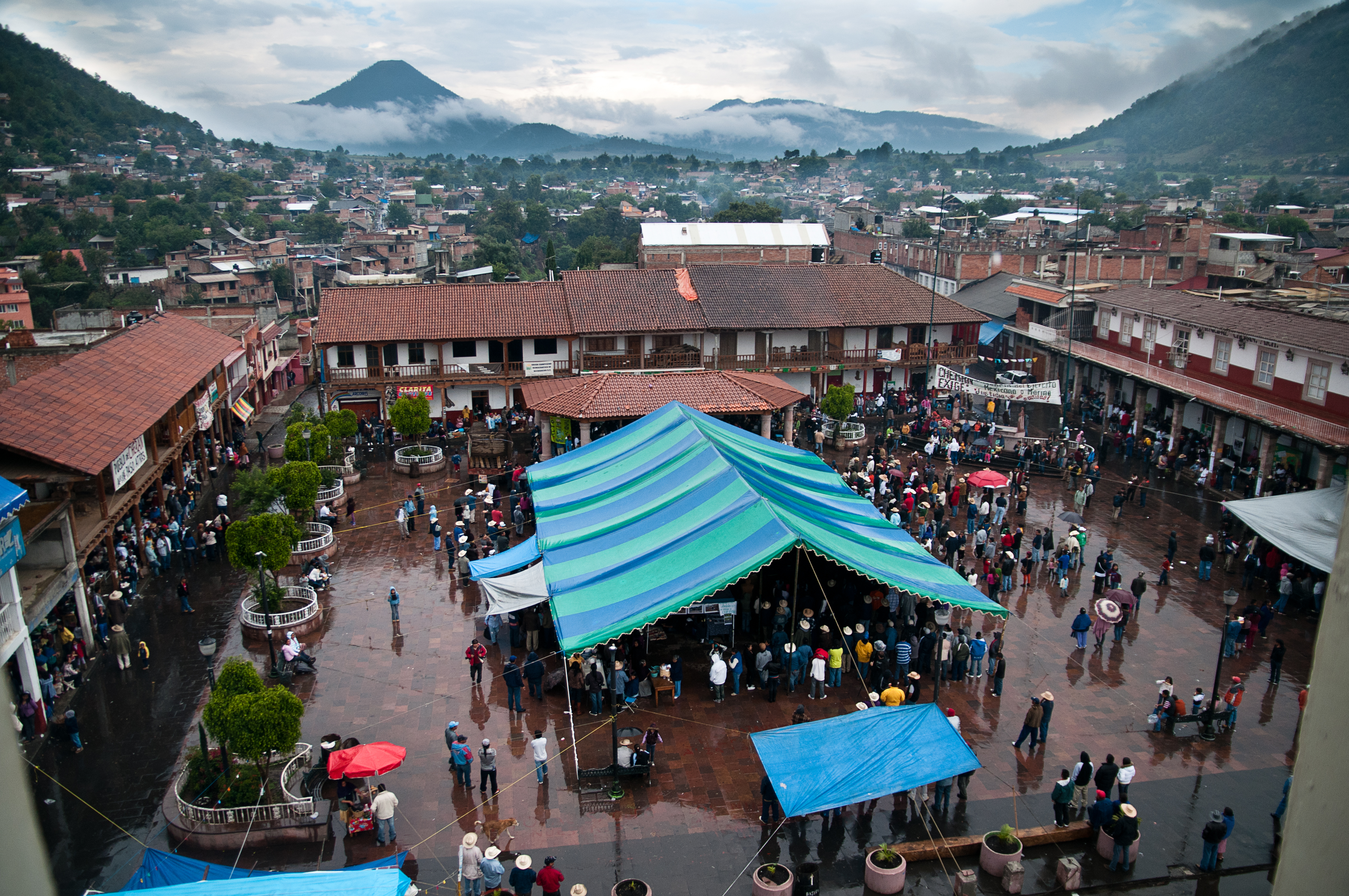
Place centrale de Chéran

Jusqu'en 2011, le gouvernement de la municipalité correspondait, comme dans toutes les municipalités du Mexique, au conseil municipal élu au suffrage universel, direct et secret pour une période de trois ans, qui ne pouvait pas être réélu pour la période suivante mais pas de manière continue, et était composé du président municipal, d'un syndic et du conseil composé de sept conseillers, quatre élus à la majorité et trois selon le principe de la représentation proportionnelle ; tous ont commencé à exercer leur fonction le 1er janvier de l'année suivant leur élection.
Cependant, à la suite d'un mouvement citoyen qui a conduit à l'annulation des élections constitutionnelles du 13 novembre 2011 et selon une résolution du Tribunal Electoral du Pouvoir Judiciaire Fédéral, Cherán élira son conseil municipal sans l'intervention des partis politiques à travers le système des « usos y costumbres », fait confirmé par l'approbation de la majorité des citoyens lors de la consultation populaire du 18 décembre de la même année, dans laquelle 4.844 ont voté pour et 7 contre. Mais avec le rejet des habitants de Santa Cruz Tanaco qui ont refusé de participer à la consultation et ont exigé leur séparation de la municipalité.

### Gouvernement par l' usos y costumbres
Le matin du 15 avril 2011, un groupe d'une dizaine de femmes de la municipalité de Purhépecha, à Cherán, dans l'État du Michoacán, a arrêté l'une des centaines de camionnettes d'une partie de la communauté connue sous le nom de « El Calvario » qui traversaient chaque jour la ville pour transporter du bois volé dans les forêts où se trouvait une source d'eau alimentant la communauté. Les femmes n'ont pas utilisé de camion ou de voiture pour barrer la route aux exploitants forestiers illégaux, elles n'ont pas collecté d'armes à l'avance, elles n'ont pas planifié d'embuscade, elles ne se sont même pas mises d'accord sur un jour avant, le seul véhicule qu'elles ont utilisé pour affronter les criminels était leur corps. Le soir du 15 avril, la plupart des 18 000 habitants de la ville se sont rassemblés autour de feux de joie installés devant leurs maisons. Selon la constitution politique du Mexique, les communautés indigènes ont le droit d'être gouvernées selon leurs propres us et coutumes traditionnels. Ainsi, dès les premières semaines du mouvement, elles ont expulsé les exploitants forestiers illégaux, la police qui collabore avec le crime, le président municipal et tous les partis politiques.

### Processus d'auto-gouvernance

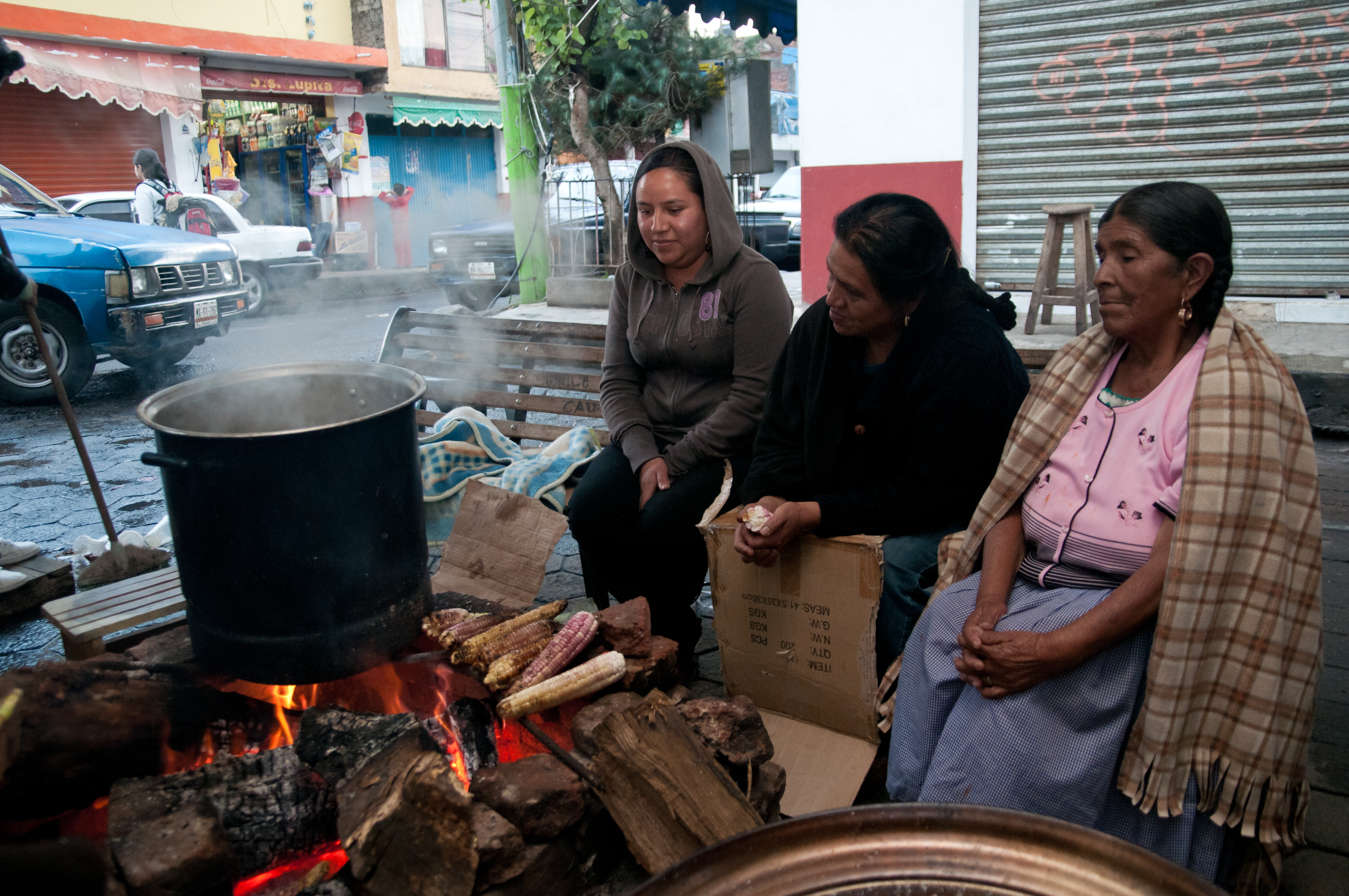
Les feux de joie, points centraux de défense et de vigilance dans l'autogestion de Cherán

Les principales revendications des habitants de Cherán étaient la sécurité, la justice et la résolution du territoire. Le sentiment commun des gens était qu'ils ne voulaient pas continuer avec le système des partis politiques, car ils considéraient qu'il avait conduit à la division de la communauté, le peuple a explosé et a expulsé les autorités. En 2011, la collectivité a créé une coordination générale provisoire, qui comprenait la commission politique, la commission alimentation, la commission quartier, la commission presse et la commission vigilance. La communauté a estimé qu'il n'y avait pas beaucoup d'espoir dans la voie légale et a plutôt imaginé comment elle pourrait continuer à résister et à construire son propre projet d'autonomie.
En 2011, les habitants de Cherán ont organisé une forme de gouvernement démocratique qui a remis en question les manières de faire de la politique. La Cour suprême de justice de la nation (SCJN) a approuvé une controverse constitutionnelle qui permet à Cherán d'être régi par les us et coutumes. Ils ont élu, par vote public, un Conseil majeur composé de douze notables appelés Keri's (grands), tous proposés d'abord sur leurs feux de joie, élus dans leurs assemblées de quartier et nommés par l'assemblée générale.
Par conséquent, le 30 novembre, le Congrès de Michoacán a officiellement désigné le Conseil municipal, qui était auparavant élu par les habitants dans des assemblées communautaires, pour prendre en charge le gouvernement de la municipalité entre le 1er janvier et le 5 février 2012.
Le 22 janvier, les habitants ont élu les membres du Conseil par la méthode des usos y costumbres (pratiques et coutumes traditionnelles) et le 5 février, le Concejo Mayor est entré en fonction à la suite d'une lutte et d'une décision du Tribunal électoral du pouvoir judiciaire fédéral (TEPJF), avec l'intention que le nouveau gouvernement soit un projet dont la communauté assume la responsabilité et qui favorise la sécurité, la justice et la démocratie.

## Mouvement d'autodéfense dans la communauté indigène en 2011
La constitution du Mouvement de résistance civile pacifique de Cherán en avril 2008 est le fruit de la reconnaissance des conflits partisans au sein de la communauté. Cependant, le mouvement s'est détérioré après l'assassinat de l'un de ses dirigeants, Leopoldo Juárez.
Les villageois ont développé leurs propres stratégies de sécurité face à la violence de l'extractivisme paramilitarisé. Jusqu'à ce que, en 2011, la communauté de Cherán organise un acte collectif de rébellion et expulse par la force les groupes criminels, le maire et d'autres fonctionnaires municipaux sous le slogan « Sécurité, justice et défense des forêts ».
Cherán est une communauté exemplaire qui a réussi à passer de la résistance et de la protestation à la construction d'un monde différent sans la participation de partis politiques, autonome et régi par les us et coutumes,.